# Sokyrynci (obwód winnicki)
Sokyrynci (ukr. Сокиринці) – wieś na Ukrainie, w obwodzie winnickim, w rejonie winnickim. W 2001 roku liczyła 1275 mieszkańców.